# Speex
Speex是一個聲音編碼格式，目標是用於網路電話、線上廣播使用的語音編碼，基於CELP（一種語音編碼演算法）開發，Speex宣稱可以免費使用，以BSD授權條款開放原始碼。
Speex的開發者將這個格式視為Vorbis（通用音訊壓縮格式）的補充。
Speex是一種有損格式，這意味著使用此格式的音訊，品質將會永久性地降低以减少文件的大小。
開發Speex的Xiph.org基金會已經宣佈廢棄Speex，建議改用Opus取代。

## 描述
Speex是針對網際協議通話技術（VoIP）和基於文件的壓缩。Speex的設計目標是開發一個保有高質量語音的同時降低其比特率（bit rate）的編碼器。 為了實現前述目標，Speex編碼器使用多位比特率（multiple bit rates），并支持超寬频(32 kHz 取樣頻率)，寬頻(16 kHz 取樣頻率)和窄頻(電話通話品質，8 kHZ 取樣頻率)。 由於Speex是設計用於VoIP而不是手機，因此Speex編碼器必須能容忍丢失封包（lost packets），但不能封包是損壞的。基於上述的要求，選擇CELP算法作為Speex的編碼技術。使用CELP的主要原因之一是，CELP早已證明，它可以同時做到低比特率和高比特率。Speex的主要特性歸納如下：
- 自由軟體/開源，無專利保護且使用無需版稅。
- 集窄頻和寬頻在同一位元流（bit-stream）。
- 比特率可選擇的範圍很廣(從 2 kbit/s 至 44 kbit/s)。
- 動態交換的比特率和可變比特率(VBR, variable bit-rate)。
- 語音動態的檢測(VAD，與VBR整合)(自從1.2版沒有此功能)。